# Sevran
Sevran je francouzské město v severovýchodní části metropolitní oblasti Paříže, v departementu Seine-Saint-Denis, Île-de-France. Od centra Paříže je vzdálené 18 km.

## Geografie
Sousední obce: Livry-Gargan, Villepinte, Aulnay-sous-Bois, Vaujours.
Město má devět čtvrtí: Beaudottes, Montceleux/Pont-Blanc, Les Sablons, Les Sablons, Les Trèfles, Rougemont, Primevères/Savigny, Centre-ville, Perrin.

## Klima
- průměrná roční teplota vzduchu: 10,9 °C
- průměrné množství srážek: 575 mm

## Vývoj počtu obyvatel
Počet obyvatel

## Slavní obyvatelé města
- Ludvík Filip II. Orleánský (1747–1793), liberální politik v období Velké francouzské revoluce a otec pozdějšího francouzského krále Ludvíka Filipa
- Alfred Nobel (1833–1896), švédský chemik, vynálezce dynamitu